# Anna Wasilewska
Pour les articles homonymes, voir Wasilewska.
Anna Wasilewska, née en 1952, est une traductrice, journaliste et critique littéraire polonaise spécialisée en langues romanes.

## Biographie
Anna Wasilewska a fait des études de langues et littératures française et italienne à l'Institut de philologie romane de l'université de Varsovie.
Anna Wasilewska travaille depuis 1979 pour Literatura na Świecie (pl), l’une des revues littéraires polonaises les plus importantes, spécialisée depuis son origine dans la promotion des littératures étrangères par la publication de passages inédits traduits en polonais.
Elle est aujourd'hui membre du comité de rédaction et y est responsable des domaines français et italien. Elle a coordonné la rédaction de nombreux numéros spéciaux consacrés à la littérature française (dernièrement sur Restif de La Bretonne Raymond Roussel, Michel Leiris, Georges Perec, Jacques Derrida, Julien Gracq, Raymond Queneau, Francis Ponge), encourageant des éditeurs polonais à publier les œuvres de ces auteurs en texte intégral. Elle a dirigé également des numéros thématiques sur la littérature belge de langue française, les littératures francophones, l'OuLiPo, etc.
Elle-même traduit de nombreux auteurs français du XXe siècle, notamment Raymond Queneau, Maurice Blanchot, Antoine de Saint-Exupéry, Michel Leiris, Georges Perec, Jean Echenoz, Jean Genet, ainsi que des auteurs italiens, notamment Italo Calvino, Umberto Eco, Andrea Camilleri, Alberto Moravia, Dario Fo, Eduardo De Filippo.
Elle a également publié des études sur la traduction et le métier de traducteur.
Elle est invitée d'honneur de l’Oulipo en 2009.